# Mark McCormack (cyclisme)
Mark McCormack (né le 15 septembre 1970 à Plymouth dans le Massachusetts) est un coureur cycliste américain. Professionnel de 1991 à 2006, il a été Champion des États-Unis sur route en 2003 et de cyclo-cross en 1997. Il a participé aux championnats du monde sur route 2003 avec l'équipe des États-Unis. Son frère ainé Frank a également été coureur professionnel.

## Palmarès sur route
- 1996
  - 3e étape de La Primavera Stage Race
  - 6e étape de la Fresca Classic
  - 3e de La Primavera Stage Race

- 1997
  - 3e de la Fitchburg Longsjo Classic

- 1998
  - 3e étape de la Killington Stage Race
  - 3e du championnat des États-Unis sur route

- 1999
  - 4e étape de l'International Cycling Classic
  - 2e étape du Tour de Beauce
  - 4ea étape du Tour du Danemark
  - Race for the Gate
  - 3e du championnat des États-Unis du critérium

- 2000
  - 2e et 6e étapes du Tour de la Willamette
  - 3e de la Clarendon Cup

- 2001
  - 2e étape du Tour de la Willamette
  - 2e étape de la Green Mountain Stage Race
  - 2e de la Green Mountain Stage Race
  - 3e du Grand Prix Herning

- 2002
  - Gastown Grand Prix
  - 4e étape de la Sea Otter Classic
  - 2e étape de la Green Mountain Stage Race

- 2003
  -  Champion des États-Unis sur route
  - 2e étape de la Valley of the Sun Stage Race
  - 4e étape de la Fitchburg Longsjo Classic
  - Wendy's International Cycling Classic  :
    - Classement général
    - 2e et 4e étapes

  - Green Mountain Stage Race :
    - Classement général
    - Prologue, 1re, 2e et 3e étapes

  - 2e du Grand Prix de San Francisco
  - 2e du Wachovia Invitational
  - 3e du Tour de Okinawa
  - 3e de la Valley of the Sun Stage Race
  - 3e du championnat des États-Unis de critérium

- 2004
  - Tour du Connecticut :
    - Classement général
    - 1re étape

  - Classement général de la Fitchburg Longsjo Classic
  - Green Mountain Stage Race :
    - Classement général
    - 2e étape

- 2005
  - Turtle Pond Circuit Race
  - Tour du Connecticut :
    - Classement général
    - 3e étape

  - 3e étape de la Wendy's International Cycling Classic
  - 3e étape du Tour de Grandview
  - 1re et 5e étape du Tour de Toona
  - Fall River Celebrates Criterium
  - Chris Thater Memorial Criterium
  - 2e du Tour de Toona

- 2006
  - CSC Invitational
  - 2e de l'Univest GP

## Palmarès en cyclo-cross
- 1995-1996
  - 2e du championnat des États-Unis de cyclo-cross

- 1996-1997
  - 2e du championnat des États-Unis de cyclo-cross

- 1997-1998
  -  Champion des États-Unis de cyclo-cross

- 2000-2001
  - 3e du championnat des États-Unis de cyclo-cross

- 2001-2002
  - 3e du championnat des États-Unis de cyclo-cross